# گمینا منگوو
گمینا منگوو (به لهستانی:  Gmina Mniów) یک گمینا در لهستان است که در شهرستان کیلتسه واقع شده‌است. گمینا منگوو ۹۵٫۲۷ کیلومتر مربع مساحت و ۹٬۲۴۹ نفر جمعیت دارد.